# 大舍路
大舍路（Dashe Rd.）為高雄市梓官區的南北向重要幹道，本道路以東、西、南、北方位共分成四個部分呈十字交叉相連。其中，大舍北路、大舍南路全線編號台17線，北起八德路口由和平路銜接，南於嘉展路口跨越典寶溪接橋頭區典昌路至楠梓區右昌；大舍東路、大舍西路全線編號台19甲線，北起同安路口接梓官路，過大舍北、南路口後，轉西接大舍西路，並止於大舍西路20巷口和赤崁慈善宮前直行續接赤崁東路往赤崁外海及蚵仔寮漁港。是梓官區往來北高雄沿海及近郊的重要道路。

## 行經行政區域
- 梓官區

## 分段
大舍路共分成四個部分，北、南路屬台17線；東、西路屬台19甲線：
- 大舍北路：北起於八德路口接和平路，南於大舍東、西路口接大舍南路。
- 大舍南路：北於大舍東、西路口接大舍北路，南止於嘉展路口跨越典寶溪接橋頭區典昌路。
- 大舍東路：北起於同安路口接梓官路，南於大舍北、南路口接大舍西路轉西。
- 大舍西路：東於大舍北、南路口接大舍東路，西止於大舍西路20巷口、赤崁慈善宮前直行續接赤崁東路。

## 沿線設施
（大舍北、南、東路由北至南；大舍西路由東至西。）
- 大舍北路
  - 梓官區農會蔬菜共同運銷集貨場
  - 景祥園藝農業造景培育中心
  - 大舍西、東路
- 大舍南路
  - 大舍西、東路
  - 7-Eleven新舍東門市
  - 梓官區農會大舍辦事處
  - 大舍甲明聖寺
  - 台灣中油向陽加油站
  - 7-Eleven亞熱帶門市
  - 台灣中油千越加油站梓官站
  - 典寶橋聖安宮
  - 典寶橋
- 大舍東路
  - 同安厝同安宮
  - 梓官聯合社區合作農場
  - 振淵宮
  - 高雄市梓官區大舍甲守望相助協會
  - 大舍甲大壽宮
  - 大舍北、南路
- 大舍西路
  - 大舍北、南路
  - 7-Eleven新舍東門市
  - 赤崁慈善宮

## 公車資訊
- 高雄客運
  - 8017 高雄火車站－赤崁－岡山
  - 8021 鳳山－彌陀
  - 8043 高雄火車站－台17線－茄萣
- 南台灣客運
  - 紅53 高鐵左營站－高雄大學－蚵仔寮漁港

## 公共自行車
- 高雄市公共自行車租賃系統：
  - 大舍南大舍南路96巷口：大舍南路/大舍南路96巷(西南側)